# Giovanni Schiavo
Giovanni Schiavo CSJ, auch João Schiavo, (* 8. Juli 1903 in Montecchio Maggiore bei Vicenza, Italien; † 27. Januar 1967 in Caxias do Sul, Brasilien) war ein Ordensgeistlicher und seit 2017 Seliger der römisch-katholischen Kirche.

## Leben
Schiavo trat nach seinem Schulbesuch bei den Josephinern vom hl. Leonardo Murialdo der Ordensgemeinschaft bei. Nach seinem Studium der Katholischen Theologie und Philosophie empfing er am 10. Juli 1927 die Priesterweihe. Nach vier Jahren in der Seelsorge in Italien ging er nach Brasilien und war dort von 1931 bis zu seinem Tode als Missionar tätig.
Papst Franziskus sprach ihn 2017 selig. Bei der Seligsprechung in Caxias do Sul am 28. Oktober 2017 bezeichnete Angelo Kardinal Amato SDB, Präfekt der Kongregation für die Selig- und Heiligsprechungsprozesse, Giovanni Schiavo als „dynamischen und kreativen Apostel der Nächstenliebe“.